# Arisaema muratae
Arisaema muratae är en kallaväxtart som beskrevs av Guy Gusman och J.T.Yin. Arisaema muratae ingår i släktet Arisaema och familjen kallaväxter. Inga underarter finns listade.